# 探偵スヌープ姉妹
『探偵スヌープ姉妹』（たんていスヌープしまい、英名：The Snoop Sisters）は1972年12月から1974年3月まで米国のNBCで放映されたテレビドラマ。ヘレン・ヘイズとミルドレッド・ナトウィックのダブル主演。『署長マクミラン』を手掛けたタレント・アソシエーツ-ノートン・サイモンとユニバーサルTVの共同製作。

## 概要
推理作家の姉アーネスタ・スヌープと妹のグェンドリン・スヌープの好奇心旺盛な老姉妹が難事件に首を突っ込み、共に甥であるオストロスキー警部と運転手兼世話係のバーニーと協力しながら事件を解決していくミステリードラマ。
米国では1972年12月にパイロットを放送した後、1973年から『NBCウェンズデー・ミステリー・ムービー』枠の一作品として放送されたが、枠全体の視聴率不振から1974年に『バナチェック登場』と共に火曜日に移動するもそのまま全5回で終了した。番組は短命に終わったが評価は高く、1974年のプライムタイム・エミー賞でミルドレッド・ナトウィックがヘレン・ヘイズを抑えてリミテッド・シリーズの主演女優賞を受賞した。
日本では1977年5月にNHKでパイロットを除く全4回が放送された。

## キャスト
- アーネスタ・スヌープ：ヘレン・ヘイズ（声：荒木道子）
- グェンドリン・スヌープ・ニコルソン：ミルドレッド・ナトウィック（声：新村礼子）
- バーニー：アート・カーニー（バイロット版）→ルー・アントニオ（声：山田吾一）
- スティーヴ・オストロスキー警部：ローレンス・プレスマン（バイロット版）→バート・コンヴィ（声：広川太一郎）

## 放映リスト
| 放送回 | 初回放送日     | 初回放送日   | タイトル                                       | 脚本                                                     | 監督                     | ゲスト（声優） |
| 放送回 | アメリカ       | 日本         | タイトル                                       | 脚本                                                     | 監督                     | ゲスト（声優） |
| ------ | -------------- | ------------ | ---------------------------------------------- | -------------------------------------------------------- | ------------------------ | --- |
| 0      | 1972年12月18日 | 日本放映なし | The Female Instinct                            | レナード・B・スターン ヒュー・ウィーラー                 | レナード・B・スターン    | チャーリー・カラス ジル・クレイバーグ クレイグ・スティーヴンス                                                                     |
| 1      | 1973年12月19日 | 1977年5月5日 | あの世から電話が！ Corpse and Robbers          | アラン・シェイン レナード・B・スターン ドン・インガルス  | レナード・J・ホーン      | サム・ジャッフェ（久米明） ジェラルディン・ペイジ（大山のぶ代） ヴィクター・ブオノ ネヴァ・パターソン                              |
| 2      | 1974年1月29日  | 1977年5月1日 | 私が容疑者No.1？ Fear Is a Free-Throw          | ドロシー・ヘラルド                                       | ボリス・セイガル         | スティーブ・アレン（田中明夫） バーニー・ケイシー ウォルター・ピジョン ボー・スヴェンソン モーリス・エヴァンス                     |
| 3      | 1974年3月5日   | 1977年5月7日 | 悪魔の祭りはどこ？ The Devil Made Me Do It!    | トニー・バレット ロバート・フォスター                    | レナード・J・ホーン      | アリス・クーパー（尾藤イサオ） グレッグ・モリス（和崎俊哉） シリル・リチャード（久松保夫） ジョージ・マハリス ジョーン・ブロンデル |
| 4      | 1974年3月19日  | 1977年5月3日 | 青ひげさんお気の毒！ A Black Day for Bluebeard | トニー・バレット ロバート・フォスター ジャクソン・ギリス | デヴィッド・フリードキン | ヴィンセント・プライス（下條正巳） ロディ・マクドウォール タミー・グライムス デヴィッド・ハドルストン ウィリアム・ディヴェイン     |

## スタッフ
- 製作総指揮：レナード・B・スターン
- 音楽：ジェリー・フィールディング
- 制作会社：タレント・アソシエーツ-ノートン・サイモン、ユニバーサルTV